# خرشة بن الحر
الصحابي خراشة بن الحر
خرشة بن الحر المحاربي. قاله أبو نعمي، وقال أبو عمر: خرشة بن الحر الفزاري. وقيل: الأزدي، نزل حمص، وهو أخو سلامة بنت الحر، وكان خرشة يتيماً في حجر عمر، روى عن عمر، وأبي ذر، وعبد الله بن سلام، روى عنه جماعة من التابعين منهم: ربعي بن حراش، والمسيب بن رافع، وأبو زرعة بن عمرو بن جرير. وغيرهم. وليس له عن النبي  غير حديث واحد وهو الإمساك عن الفتنة، قاله أبو عمر.
وروى أبو نعيم حديث الفتنة، أخبرنا به أبو بكر مسمار بن عمر بن العويس النيار، أخبرنا أبو العباس أحمد بن أبي غالب بن الطلاية، أخبرنا أبو القاسم الأنماطي، أخبرنا أبو طاهر المخلص، أخبرنا عبد الله بن محمد البغوي، أخبرنا داود بن رشيد، أخبرنا عبد الله بن محمد بن أبي الزرقاء، عن ثابت بن عجلان، عن أبي كثير المحاربي، عن خرشة المحاربي، قال: سمعت النبي  يقول: «ستكون بعدي فتنة، النائم فيها خير من اليقظان، والجالس خير من القائم، والقائم فيها خير من الساعي، فمن أتت عليه فليمش بسيفه إلى ثفاة فيضربها به فيكسره، ثم يضطجع لها حتى تنجلي عما انجلت».
أخرجه أبو عمر، وأبو نعيم، وأبو موسى، وأورده هذا الحديث فيه، وأورده ابن منده في خرشة المرادي فجعلهما واحداً: وقال أبو موسى: جمع أبو عبد الله بينهما، والظاهر أنهما اثنان، وأما أبو عمر فلم يذكر من روى حديث الفتنة عن خرشة، بل ذكر الراوي عن خرشة في الترجمة التي بعد هذه، وجعلها ترجمة ثالثة، ويرد الكلام عليها فيها، إن شاء الله.